# USS Aaron Ward (DD-132)
USS Aaron Ward (DD-132) là một tàu khu trục thuộc lớp Wickes được Hải quân Hoa Kỳ chế tạo trong giai đoạn Chiến tranh Thế giới thứ nhất, sau được chuyển cho Hải quân Hoàng gia Anh Quốc và đổi tên thành HMS Castleton trong Chiến tranh Thế giới thứ hai. Nó là chiếc tàu chiến đầu tiên của Hải quân Hoa Kỳ được đặt tên theo Chuẩn đô đốc Aaron Ward (1851–1918).

## Thiết kế và chế tạo
Aaron Ward được đặt lườn vào ngày 1 tháng 8 năm 1918 tại xưởng tàu của hãng Bath Iron Works ở Bath, Maine. Nó được hạ thủy vào ngày 10 tháng 4 năm 1919, được đỡ đầu bởi bà Washington Lee Capps, con gái đô đốc Ward và là phu nhân Chuẩn đô đốc Capps, và được đưa ra hoạt động vào ngày 21 tháng 4 năm 1919 dưới quyền chỉ huy của Hạm trưởng, Trung tá Hải quân Raymond A. Spruance.

## Lịch sử hoạt động

### USSAaron Ward
Sau khi nhập biên chế, Aaron Ward trình diện để hoạt động cùng Đội khu trục 13 thuộc Hải đội Khu trục 2 trực thuộc Hạm đội Đại Tây Dương. Hoạt động đáng chú ý đầu tiên của nó là tại vịnh Trepassey vào tháng 5 năm 1919, khi nó phục vụ như một trong những cột mốc dẫn đường cho các thủy phi cơ Curtiss NC của hải quân; một chiếc trong số đó, chiếc NC-4, đã hoàn tất thành công chuyến bay lịch sử. Chiếc tàu khu trục tiếp tục phục vụ cùng Hạm đội Đại Tây Dương cho đến tháng 9, khi nó được điều động sang Hạm đội Thái Bình Dương. Nhiệm vụ đầu tiên tại khu vực hoạt động mới là hoạt động trục vớt tại vịnh Angeles, México, để thu hồi một máy bay của Lục quân bị rơi cùng các thi thể của đội bay.
Vào ngày 17 tháng 7 năm 1920, Hải quân Hoa Kỳ áp dụng phương thức xếp lớp tàu theo ký hiệu chữ số, và Aaron Ward trở thành DD-132 (trước đó, nó là Tàu khu trục Số 132). Việc phục vụ cùng Hạm đội Chiến trận bị gián đoạn vào năm 1921 bởi hai nhiệm vụ cứu hộ gần vùng kênh đào Panama: từ tháng 1 đến tháng 3, nó đi dọc theo bờ biển vùng kênh đào để tìm kiếm chiếc thủy phi cơ NC-6 bị rơi tại khu vực này; và vào tháng 2, nó phải bỏ ngang nhiệm vụ trên để tìm kiếm những người sống sót của tàu khu trục Woolsey bị đắm sau khi va chạm với tàu chở hàng SS Steel Inventor vào ngày 26 tháng 2. Aaron Ward tiếp tục hoạt động trở lại cùng Hạm đội Chiến trận từ tháng 3 năm 1921 cho đến khi được cho xuất biên chế vào ngày 17 tháng 6 năm 1922 và đưa về Hạm đội Dự bị tại San Diego.
Chiếc tàu khu trục bị bỏ không trong gần tám năm trước khi được cho nhập biên chế trở lại tại San Diego vào ngày 24 tháng 5 năm 1930. Sau khi phục vụ cho đến giữa năm 1932, Aaron Ward được đưa về lực lượng dự bị luân phiên, xen kẻ thời gian hoạt động hiện dịch với giai đoạn không hoạt động trong bờ với biên chế thủy thủ đoàn tối thiểu. Con tàu ở trong tình trạng này cho đến tháng 12 năm 1934, khi nó quay lại biên chế đầy đủ. Vào ngày 1 tháng 4 năm 1937, chiếc tàu khu trục lại được cho xuất biên chế và quay về Hạm đội Dự bị. Cuối cùng, vào ngày 30 tháng 9 năm 1939, Aaron Ward cũng được huy động trở lại, khi Tổng thống thiết lập các cuộc Tuần tra Trung lập sau khi Chến tranh Thế giới thứ hai nổ ra tại Châu Âu. Nó trở thành soái hạm của Đội khu trục 65 làm nhiệm vụ tuần tra trong vịnh Mexico và vùng biển Tây Ấn.

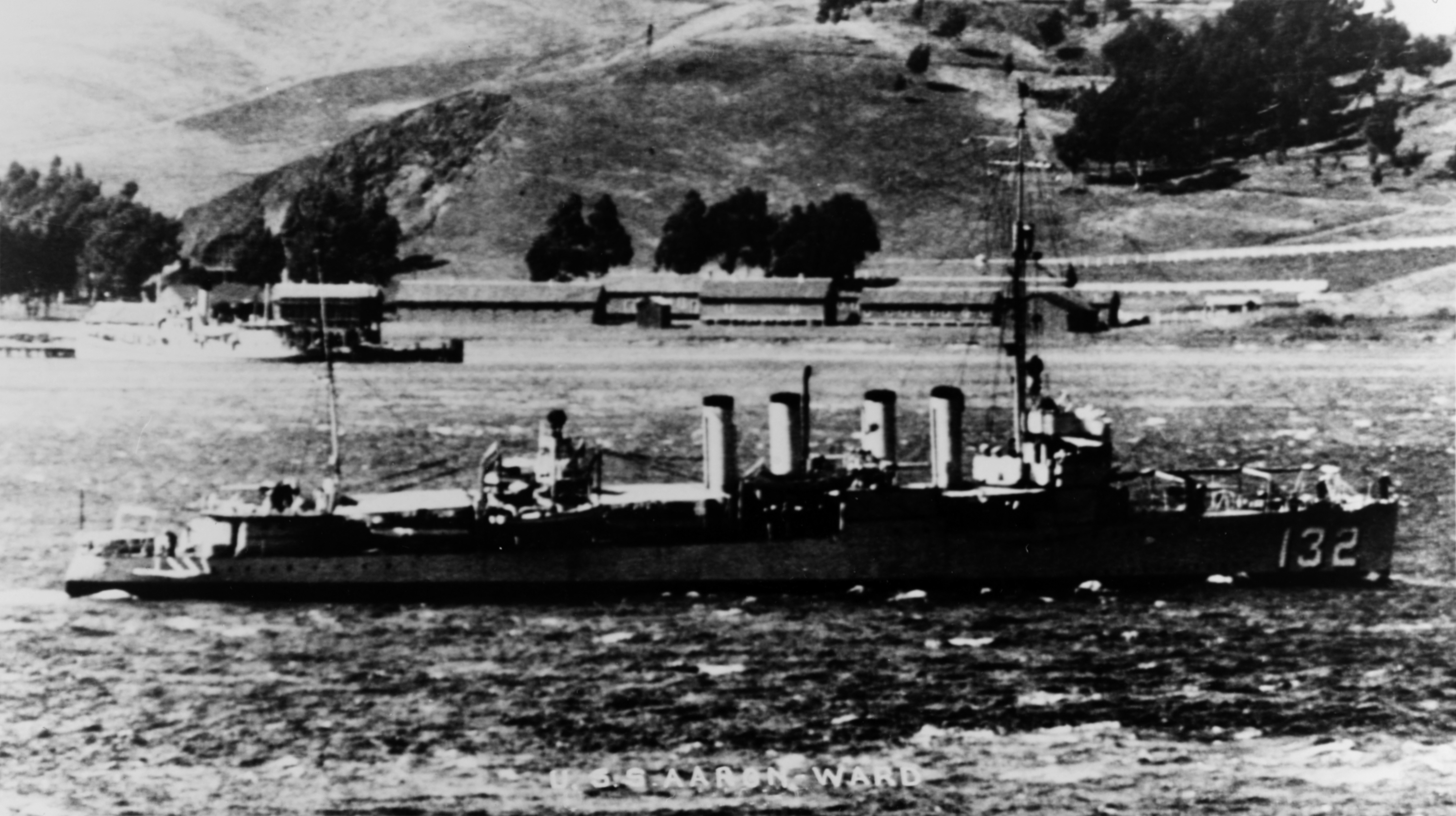

### HMSCastleton
Vào ngày 9 tháng 9 năm 1940, Aaron Ward được cho xuất biên chế tại Halifax, Nova Scotia và được chuyển giao cho Anh Quốc theo Thỏa thuận đổi tàu khu trục lấy căn cứ. Theo đó, 50 tàu khu trục cũ thời Thế Chiến I sẽ được Hoa Kỳ chuyển giao cho Anh, đổi lại quyền thiết lập các căn cứ trên phần đất do Anh sở hữu tại Tây Bán Cầu. Nó được nhập biên chế cùng Hải quân Hoàng gia Anh cùng ngày hôm đó và được đổi tên thành HMS Castleton. Nó được cải biến cho phù hợp với nhiệm vụ hộ tống vận tải bằng cách tháo bỏ ba trong số các khẩu pháo 4 in (100 mm)/50 caliber và một dàn ống phóng ngư lôi ba nòng để giảm trọng lượng nặng bên trên, thay bằng một dàn Hedgehog (pháo cối chống tàu ngầm) và gia tăng lượng mìn sâu mang theo.